# Feliniopsis rufomacula
Feliniopsis rufomacula är en fjärilsart som beskrevs av Embrik Strand 1921. Feliniopsis rufomacula ingår i släktet Feliniopsis och familjen nattflyn. Inga underarter finns listade i Catalogue of Life.